# Лувиньи (Атлантические Пиренеи)
Лувиньи́ (фр. Louvigny) — коммуна во Франции, находится в регионе Аквитания. Департамент — Атлантические Пиренеи. Входит в состав кантона Арти-э-Пеи-де-Субестр. Округ коммуны — По.
Код INSEE коммуны — 64355.

## География
Коммуна расположена приблизительно в 640 км к югу от Парижа, в 150 км южнее Бордо, в 25 км к северу от По.
На северо-востоке коммуны протекает река Люи.

### Климат
Климат тёплый океанический. Зима мягкая, средняя температура января — от +5°С до +13°С, температуры ниже −10 °C бывают редко. Снег выпадает около 15 дней в году с ноября по апрель. Максимальная температура летом порядка 20-30 °C, выше 35 °C бывает очень редко. Количество осадков высокое, порядка 1100 мм в год. Характерна безветренная погода, сильные ветры очень редки.

## Население
Население коммуны на 2010 год составляло 125 человек.
| 1962 | 1968 | 1975 | 1982 | 1990 | 1999 | 2010 |
| ---- | ---- | ---- | ---- | ---- | ---- | ---- |
| 181  | 167  | 146  | 130  | 137  | 112  | 125  |

## Администрация
| Период | Период | Фамилия           | Партия | Примечания |
| ------ | ------ | ----------------- | ------ | ---------- |
| 1995   | 2014   | Жан-Мишель Лакаде |        |            |
| 2014   | 2020   | Анна Декон        |        |            |

## Экономика
В 2010 году среди 69 человек трудоспособного возраста (15-64 лет) 58 были экономически активными, 11 — неактивными (показатель активности — 84,1 %, в 1999 году было 71,4 %). Из 58 активных жителей работали 54 человека (29 мужчин и 25 женщин), безработных было 4 (1 мужчина и 3 женщины). Среди 11 неактивных 3 человека были учениками или студентами, 7 — пенсионерами, 1 был неактивным по другим причинам.

## Достопримечательности
- Церковь Св. Мартина (1955 год)[4]
- Церковь Св. Андрея (XII век)[5]
- Водяная мельница (XIX век)[6]

## Фотогалерея

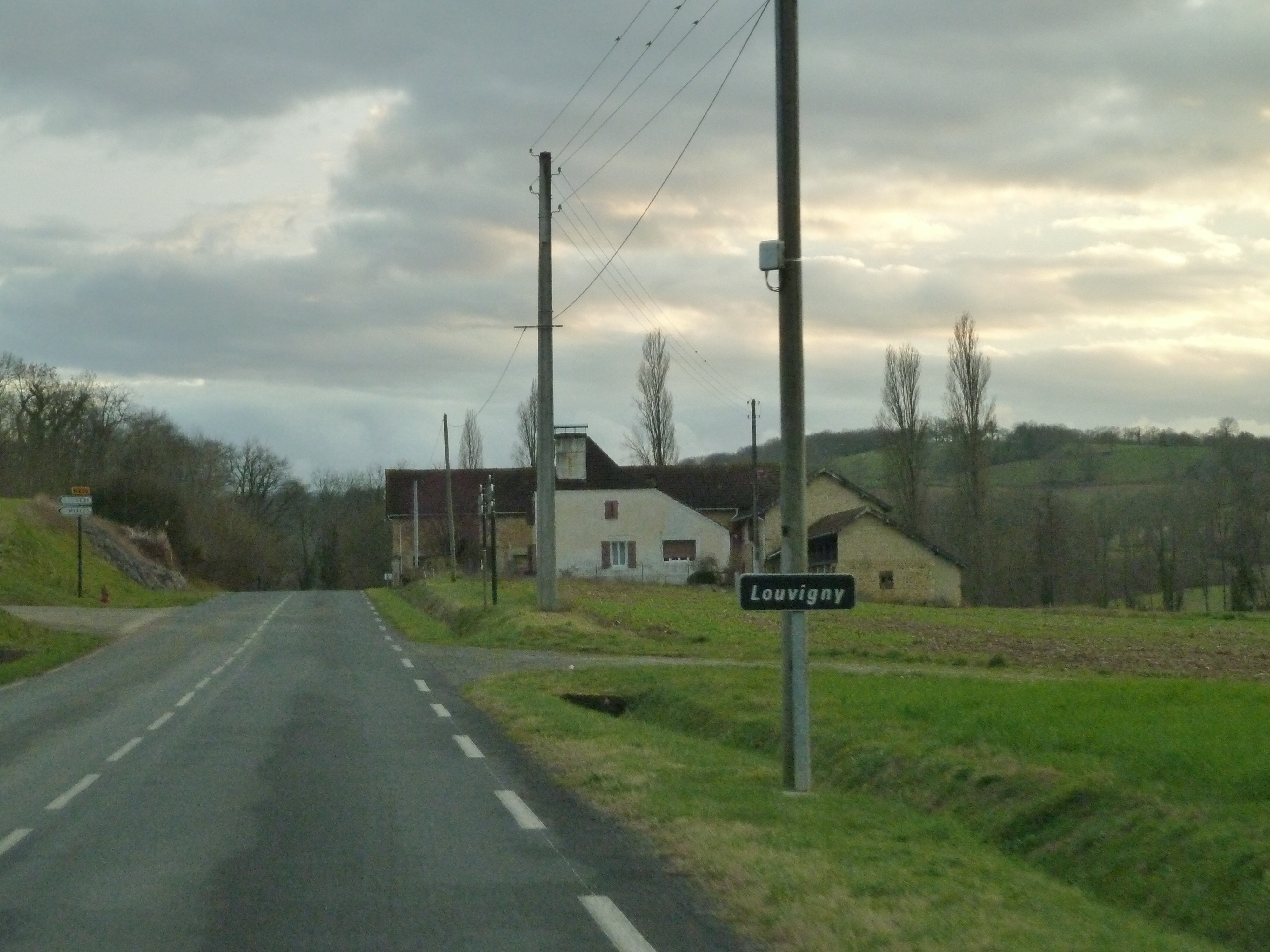
Въезд в Лувиньи
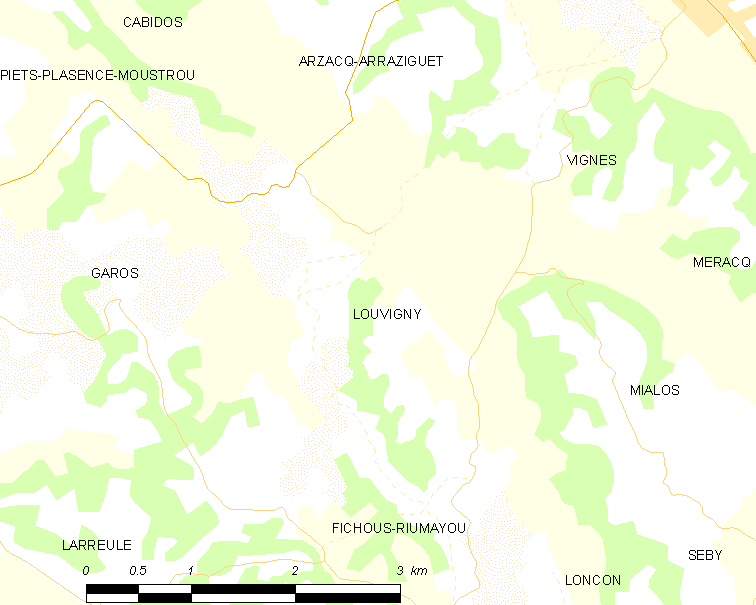
Карта коммуны